# Kołodróbka
Kołodróbka – wieś na Ukrainie w rejonie czortkowskim należącym do obwodu tarnopolskiego.
W okresie międzywojennym stacjonowała w miejscowości placówka Straży Celnej „Kołodróbka”, a potem strażnica KOP „Kołodróbka”.